# Bicarbonato de sodio intravenoso
El bicarbonato de sodio intravenoso, también conocido como carbonato sódico hidrógenado, es un medicamento que se usa principalmente para tratar la acidosis metabólica grave. Para este propósito, generalmente solo se utiliza cuando el pH es inferior a 7,1 y cuando la causa subyacente es diarrea, vómitos o renal. Otros usos incluyen un alto nivel de potasio en la sangre, sobredosis de antidepresivos tricíclicos e intoxicación por cocaína, así como varios otros envenenamientos. Se administra por inyección en una vena.
Los efectos secundarios pueden incluir niveles bajos de potasio en la sangre, niveles altos de sodio en la sangre e hinchazón. No se recomienda en personas con bajo nivel de calcio en sangre. El bicarbonato de sodio se encuentra en la familia de los medicamentos alcalinizantes. Funciona al aumentar el bicarbonato sanguíneo, lo que amortigua el exceso de iones de hidrógeno y aumenta el pH de la sangre.
La producción comercial de bicarbonato de sodio comenzó entre 1791 y 1823. El uso médico intravenoso comenzó alrededor de los años cincuenta. Está en la Lista de medicamentos esenciales de la Organización Mundial de la Salud, los medicamentos más efectivos y seguros que se necesitan en un sistema de salud. El bicarbonato de sodio está disponible como un medicamento genérico. El costo mayorista en el mundo en desarrollo es de aproximadamente US$0,09 a 2,58 por 10 ml de solución al 8,4%. En el Reino Unido, esta cantidad le cuesta al NHS aproximadamente £11,10.

## Usos médicos
El bicarbonato de sodio intravenoso está indicado en el tratamiento de la acidosis metabólica, como puede ocurrir en la enfermedad renal grave, la cetoacidosis diabética, la insuficiencia circulatoria, la circulación extracorpórea de la sangre, la hemólisis que requiere de la alcalinización de la orina para evitar la nefrotoxicidad de los pigmentos de la sangre y ciertas intoxicaciones por drogas, tal como la sobredosis de barbitúricos, el envenenamiento por salicilato, la sobredosis de antidepresivos tricíclicos o el envenenamiento por metanol. Además, el bicarbonato de sodio está indicado en la diarrea severa, donde se pueden perder grandes cantidades de bicarbonato. Sin embargo, el tratamiento general también debe intentar tratar la causa subyacente de la acidosis, como administrar insulina en caso de la cetoacidosis diabética.

## Contraindicaciones
El bicarbonato de sodio intravenoso está contraindicado en pacientes que pierden cloruro, como por ejemplo por vómitos.
Debido a su contenido de sodio, el bicarbonato de sodio intravenoso debe usarse con gran cuidado, si es que lo hace, en pacientes con insuficiencia cardíaca congestiva e insuficiencia renal grave, donde la baja ingesta de sodio está muy indicada para prevenir la retención de sodio. Por razones similares, el bicarbonato de sodio intravenoso debe administrarse con precaución a los pacientes que reciben corticosteroides.

## Efectos secundarios
Se ha informado que la extravasación de bicarbonato de sodio por vía intravenosa causa celulitis química debido a su alcalinidad, lo que resulta en necrosis tisular, ulceración y/o desprendimiento en el sitio de la infiltración. Esta afección se controla mediante la elevación rápida de la parte afectada, calor e inyección local de lidocaína o hialuronidasa.

## Interacciones
La norepinefrina y la dobutamina no pueden usarse como aditivos en una solución intravenosa de bicarbonato de sodio.
El bicarbonato de sodio intravenoso no debe mezclarse con calcio, ya que pueden precipitar, excepto cuando se haya establecido previamente la compatibilidad para las preparaciones disponibles en el lugar.

## Sobredosis
La sobredosis de bicarbonato de sodio por vía intravenosa da como resultado una sobrecarga de solutos y/o líquido, lo que podría llevar a un edema, incluido el edema pulmonar. Además, puede causar alcalosis metabólica (con signos que incluyen contracciones musculares, irritabilidad y tetania). La  hipernatremia también es posible. Se recomiendan dosis fraccionarias repetidas y un monitoreo frecuente mediante pruebas de laboratorio para minimizar la posibilidad de una sobredosis.
La administración rápida (igual o superior a 10 ml/min) de bicarbonato de sodio intravenoso en neonatos y niños menores de dos años puede producir hipernatremia, lo que produce una disminución de la presión del líquido cefalorraquídeo y, posiblemente, hemorragia intracraneal. Por lo tanto, la tasa de administración a tales pacientes no debe exceder los 8 mEq/kg/día, a menos que haya una indicación muy importante.

## Composición
Se administra como una solución hipertónica de bicarbonato de sodio, más comúnmente en concentraciones de 4,2%, 5,0%, 7,5% u 8,4%.
Las soluciones generalmente no contienen agentes antimicrobianos u otro tampón agregado.

## Mecanismo de acción
Después de la inyección, el bicarbonato de sodio intravenoso se disocia para proporcionar aniones de sodio (Na+) y bicarbonato (HCO3-). Los aniones de bicarbonato pueden consumir iones de hidrógeno (H+) y, por lo tanto, convertirse en ácido carbónico (H2CO3), que posteriormente se puede convertir en agua (H2O) y dióxido de carbono (CO2) los que pueden ser excretados por los pulmones.